# 山荆子
山荆子（学名：Malus baccata），又名林荆子、山定子（河北土名）、山丁子，为蔷薇科苹果属的一种植物。

## 形态
落叶乔木。叶片椭圆形或卵形，边缘有密锯齿。晚春开白色花，3-5朵集生在小枝顶端，花梗细长。红色或黄色的球形果实，果期9-10月。

## 分布
分布在朝鲜、俄罗斯、蒙古以及中国大陆的黑龙江、吉林、山东、河北、辽宁、甘肃、内蒙古、陕西、山西等地，生长于海拔50米至1,500米的地区，常生于生山坡杂木林中和山谷阴处灌木丛中，目前尚未由人工引种栽培。